# چامزا
چامزا (انگلیسی: Chámeza) یک منطقهٔ مسکونی در کلمبیا است.